# Pullenia
Pullenia es un género de foraminífero bentónico de la subfamilia Pulleniinae, de la familia Nonionidae, de la superfamilia Nonionoidea, del suborden Rotaliina y del orden Rotaliida. Su especie tipo es Nonionina bulloides. Su rango cronoestratigráfico abarca desde el Cretácico superior hasta la Actualidad.

## Clasificación
Se han descrito numerosas especies de Pullenia. Entre las especies más interesantes o más conocidas destacan:
- Pullenia bulloides
- Pullenia coryelli
- Pullenia quinqueloba
- Pullenia salisburyi

Un listado completo de las especies descritas en el género Pullenia puede verse en el siguiente anexo.